# Alessio Occhipinti
Alessio Occhipinti (Roma, 26 de marzo de 1996) es un deportista italiano que compite en natación, en la modalidad de aguas abiertas. Ganó una medalla de bronce en el Campeonato Mundial de Natación de 2019, en la prueba de 25 km.

## Palmarés internacional
| Campeonato Mundial | Campeonato Mundial      | Campeonato Mundial | Campeonato Mundial |
| Año                | Lugar                   | Medalla            | Prueba             |
| ------------------ | ----------------------- | ------------------ | ------------------ |
| 2019               | Gwangju (Corea del Sur) | Medalla de bronce  | 25 km              |